# Роман Федорович
Роман Федорович (? — після 1417) — кобринський князь (1394—1417) з династії Гедиміновичів, син Федора Ольгердовича, внук Ольгерда Гедиміновича. Родоначальник княжого роду Кобринських.

## Біографія
Згадується в документах з 1387 року. У 1393 році очолював новгородське військо у походах проти московського князя Василія І; 1394 року ходив з новгородцями на Псков. У 1404 році великий князь литовський, Вітовт, видав Роману Федоровичу грамоту, якою підтверджував його права на князювання у Кобрині та навколишній волості. У 1411—1417 перебував при дворі польського короля Владислава ІІ Ягайла.

## Потомки
Був одружений з дочкою Данила Острозького, ім'я якої не відоме. Мав єдиного сина:
- Семен Романович Кобринський (? — 1460) — князь ратненський (1416—1433) та кобринський (1431—1455). Втратив Ратно у 1433 р. за підтримку Свидригайла Ольгердовича. Був одружений з княгинею Юліаною Семенівною Гольшанською, дочкою Семена Івановича «Лютого» Гольшанського.
- За припущенням Л. Войтовича у Романа Федоровича була ще дочка Анастасія, яка була дружиною князя Дашка Федоровича Острозького; проте в такому разі вони б приходились один одному кузенами, а такий шлюб був заборонений православною церквою.